# Canal arterial
O canal arterial, ou ductus arteriosus (latim), é um pequeno canal (pequeno vaso sanguíneo) que só existe fisiologicamente no feto. É indispensável à vida fetal.
Situa-se entre a artéria pulmonar e a crossa da aorta. Por ele, o sangue venoso da artéria pulmonar é desviado parcialmente dos pulmões os quais durante a vida fetal ainda não são funcionantes.  O sangue drena então para a aorta, para ser encaminhado para a artéria umbilical que se dirige para a placenta, onde é reoxigenado e libertado dos produtos finais do metabolismo tecidular. Volta ao feto pelas veias umbilicais.
Quando a criança nasce a circulação pulmonar entra em funcionamento após a laqueação do cordão umbilical. O sangue passa a ser oxigenado pelos pulmões, o canal arterial fecha progressivamente e transforma-se no ligamento arterial.
A persistência deste canal, Persistência do canal arterial, faz parte das cardiopatias congénitas. Normalmente é uma malformação benigna, porém se não for corrigida pode levar a uma hipertensão arterial pulmonar na idade adulta, em alguns casos muito grave.
Nos casos de certas cardiopatias congénitas, como o ventrículo único, atresia da válvula tricúspide a transposição dos grandes vasos, por exemplo, este canal deve permanecer aberto para que  a vida seja possível até que uma cirurgia correctiva tenha lugar.